# Baikonur
Baikonur (tiếng Kazakhstan: Байқоңыр, Bayqoñır Nga: Байконур, Baykonur), trước đây được biết đến như Leninsk, là một thành phố trong tỉnh Kyzylorda của Kazakhstan, thành phố được cho Nga thuê và quản lý. Nó được xây dựng để phục vụ sân bay vũ trụ Baikonur và đã được chính thức đổi tên thành Baikonur bởi Tổng thống Nga Boris Yeltsin vào ngày 20 tháng 12, năm 1995.
Hình dạng của các diện tích thuê là một hình elip, kích thước đông-tây dài 90 km, bắc-nam dài 85 km với sân bay vũ trụ ở trung tâm.
Tên gọi ban đầu Baikonur (tiếng Kazakhstan nghĩa là "màu nâu giàu có", tức là "đất màu mỡ với nhiều loại thảo mộc") là một thị trấn khai thác mỏ một vài trăm km về phía đông bắc, gần Dzhezkazgan ở tỉnh Karagandy Kazakhstan. Bắt đầu với Vostok 1 vào tháng 4 năm 1961, khu vực phóng không gian đã được đưa ra tên này để gây nhầm lẫn và giữ bí mật vị trí. (Baikonur ban đầu của người dân đã lợi dụng sự nhầm lẫn này bằng cách đặt hàng và nhận được nhiều nguyên vật khan hiếm trước khi các quan chức chính phủ đã phát hiện ra sự lừa dối.). Nhà ga xe lửa Baikonur mới có trước cơ sở phóng vũ trụ này và giữ lại tên cũ của Tyuratam.